# Ostseeküstenroute (D2)
Die D-Route D2 (Ostseeküstenroute), auch Ostseeradfernweg ist ein Radfernweg an der Ostseeküste in Deutschland. Sie ist außerdem der deutsche Abschnitt der EuroVelo-Route EV10, die rund um die Ostsee führt.

## Streckenführung
Der Radweg D2 verläuft von Flensburg nahe der dänischen Grenze über Glücksburg, Eckernförde, Kiel, Schönberger Strand, Hohwachter Bucht, Heiligenhafen, Fehmarn, Grömitz, Scharbeutz, Timmendorfer Strand, Travemünde, Wismar, Warnemünde, Fischland-Darß-Zingst, Barth, Stralsund, Rügen, Greifswald und Wolgast nach Ahlbeck an der polnischen Grenze.

## Beschilderung

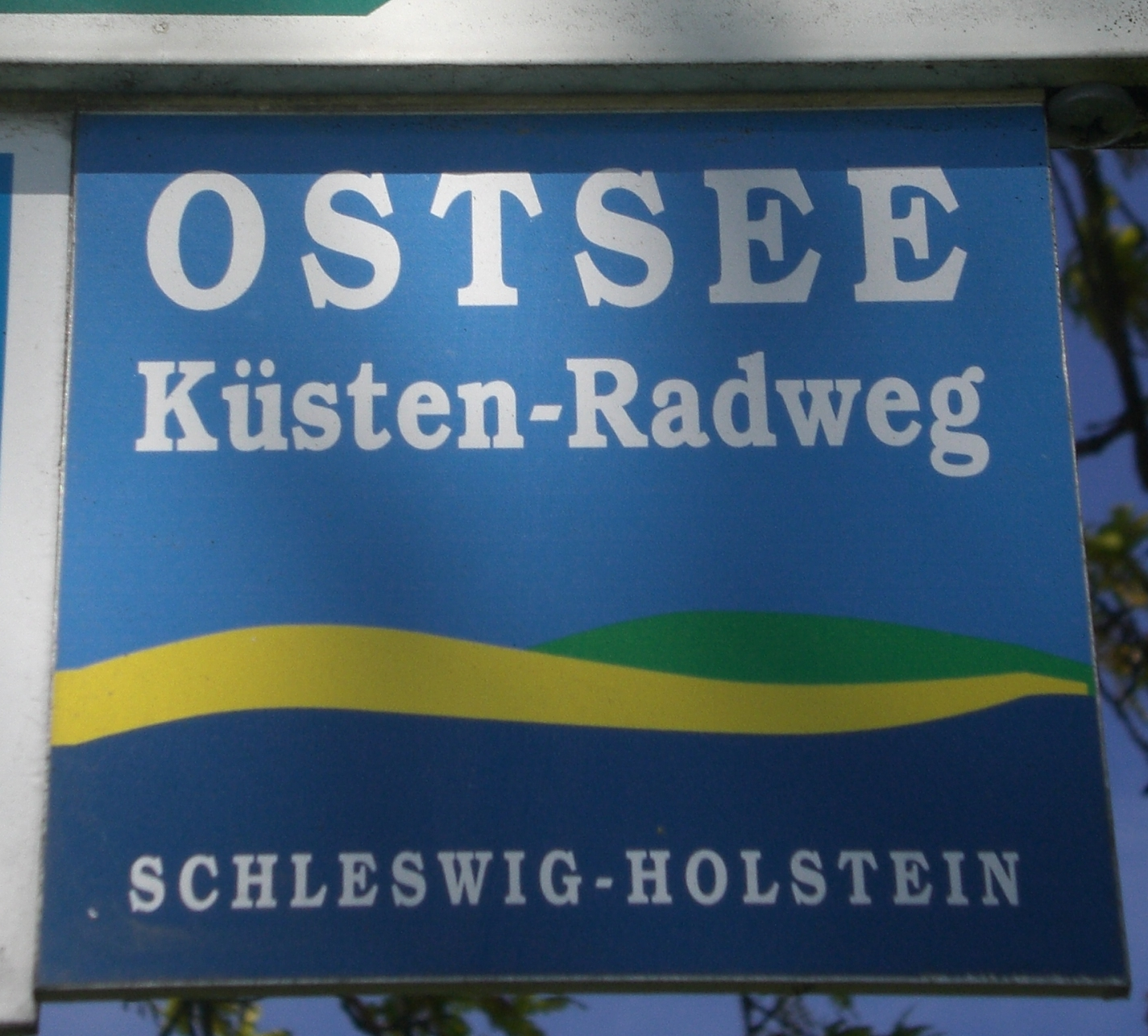
Schild in Neukirchen

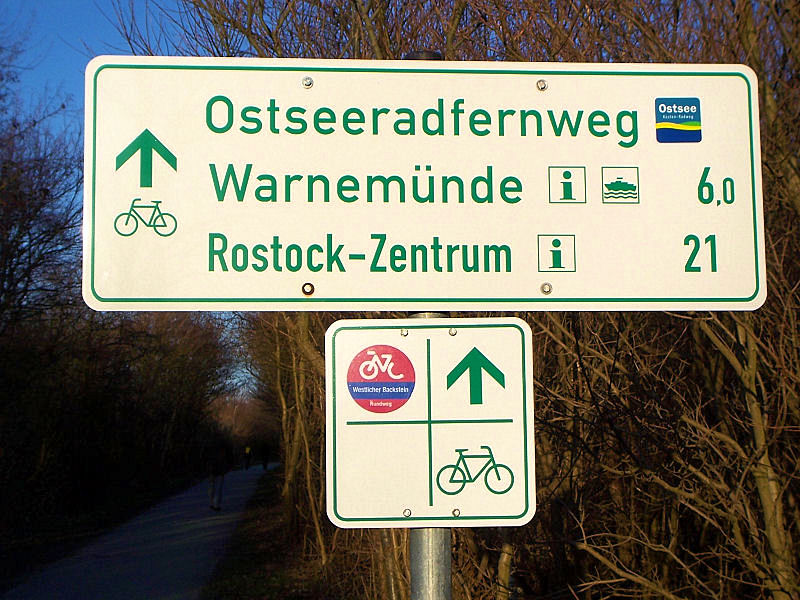
Wegweiser in Rostock

## Ausbau

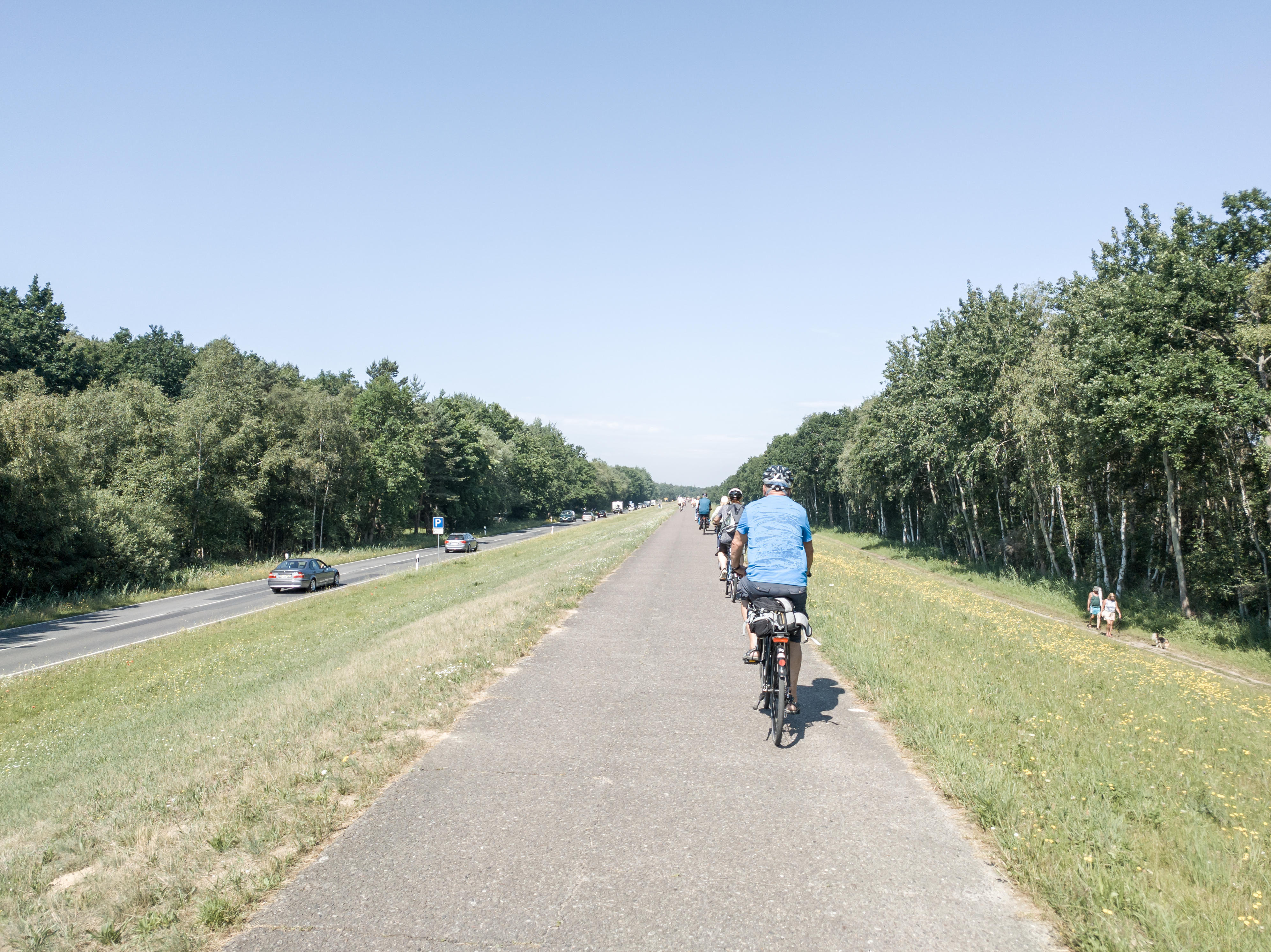
Streckenführung auf dem Schutzdeich auf der Halbinsel Zingst

Die Route führt zum Teil an Stränden und Steilküsten entlang, teils weicht sie mehrere Kilometer von der Küste ab und folgt Radwegen an Landstraßen. Bei Ortsdurchfahrten verläuft die Strecke teils auf der Fahrbahn. Besonders in Mecklenburg-Vorpommern sind sowohl die Beschilderung als auch der tatsächliche Ostseeküsten-Radweg vergleichsweise lückenhaft. In der Nähe größerer Städte ist die Qualität des Radweges relativ gut. In ländlichen Gegenden hingegen muss man mit Hindernissen (etwa Bäume, Gräben, Rampen mit über 40 % Steigung und entgegenkommende Pkw bei einer Wegbreite von knapp über zwei Metern), schlechtem Untergrund (grober Schotter, Baumwurzeln, Sand, bei Regen Schlamm) rechnen.